# Walter of Baltroddi
Walter of Baltroddi (auch Baltroddie) († 1270) war ein schottischer Geistlicher. Ab 1261 war er Bischof von Caithness.

## Herkunft und Wahl zum Bischof
Walter of Baltroddi benannte sich vermutlich nach Baltroddi, einem Dorf in Gowrie in Perthshire, doch seine genaue Herkunft und die Stellung seiner Familie ist unbekannt. Vor 1259 wurde er als Master bezeichnet, so dass er vermutlich eine nicht näher bekannte Universität besucht hat. Als Geistlicher war er Kanoniker an der Kathedrale von Aberdeen und an der Kathedrale von Dornoch, als er 1261 zum Bischof des nordschottischen Bistums Caithness gewählt wurde. Da die schottische Kirche direkt der Kurie unterstand, musste seine Wahl vom Papst bestätigt werden, weshalb der Kanoniker Roger of Aberdeen zur Kurie reiste. Offenbar hatte Papst Urban IV. aber trotz der einstimmigen Wahl Zweifel, ob diese entsprechend dem Kanonischen Recht erfolgt war. Angesichts der Entfernung und der Armut des Bistums lehnte er die Wahl aber nicht ab, sondern beauftragte am 13. Juni 1263 die Bischöfe Albin von Brechin, Richard von Dunkeld und Robert von Ross damit, die Eignung von Baltroddi zum Bischofsamt zu überprüfen. Falls sie ihn für geeignet befanden, sollten sie ihn zum Bischof weihen.

## Tätigkeit als Bischof
Über Baltroddis Tätigkeit als Bischof ist nichts bekannt, obwohl das Gebiet seines Bistums von 1263 bis 1264 erheblich vom Feldzug des norwegischen Königs Håkon nach Schottland betroffen war. Der norwegische König erzwang in Caithness Tribute, worauf auch der schottische König Alexander III. die Region mit Abgaben belastete.
Nach der Überlieferung des Clans Mackay soll ein Iye Mor Mackay als Kämmerer von Baltroddi gedient haben. Er hätte eine Tochter des Bischofs geheiratet, worauf ihm der Bischof Ländereien bei Durness im äußersten Nordwesten des schottischen Festlands übergab, die vor allem aus fruchtbarem Weideland bestanden. Nach dem Chronisten Walter Bower war Baltroddi als Bischof ein taktvoller Ratgeber und von vorbildlichen Lebenswandel, er starb während des Jahres 1270. Nach seinem Tod kam es zu einer längeren Vakanz des Bistums. 1275 soll Baltroddi wie seine Amtsvorgänger Gilbert und William Streit mit dem Earl of Sutherland gehabt haben. Da Baltroddi zu dieser Zeit bereits gestorben war, ging es in dem Streit vermutlich nur generell um Landbesitz im südöstlichen Sutherland, den Bischof Gilbert der von ihm gegründeten Kathedrale von Dornoch vermacht hatte.